# Canton de Saint-Maur-La Varenne
Le canton de Saint-Maur-La Varenne est une ancienne division administrative française située dans le département du Val-de-Marne et la région Île-de-France.
Lors du redécoupage cantonal de 2014 en France, les trois cantons de Saint-Maur-des-Fossés sont supprimés pour permettre la constitution des nouveaux cantons de Saint-Maur-des-Fossés-1 et de Saint-Maur-des-Fossés-2.

## Histoire

### Constitution
Le décret du 24 décembre 1984 crée le canton de Saint-Maur-La Varenne par démembrement du canton de Bonneuil-sur-Marne, qui ne conserve que le territoire de la commune de Bonneuil-sur-Marne. Le nouveau canton concerne la partie sud-est de Saint-Maur-des-Fossés.
Un nouveau découpage territorial du Val-de-Marne entré en vigueur à l'occasion des premières élections départementales suivant le décret du 17 février 2014. Les conseillers départementaux sont, à compter de ces élections, élus au scrutin majoritaire binominal mixte. Les électeurs de chaque canton élisent au Conseil départemental, nouvelle appellation du Conseil général, deux membres de sexe différent, qui se présentent en binôme de candidats. Les conseillers départementaux sont élus pour 6 ans au scrutin binominal majoritaire à deux tours, l'accès au second tour nécessitant 12,5 % des inscrits au 1er tour. En outre, la totalité des conseillers départementaux est renouvelée. Ce nouveau mode de scrutin nécessite un redécoupage des cantons dont le nombre est divisé par deux avec arrondi à l'unité impaire supérieure si ce nombre n'est pas entier impair, assorti de conditions de seuils minimaux. Dans le Val-de-Marne le nombre de cantons passe ainsi de 49 à 25.
Dans ce cadre, les trois cantons de Saint-Maur-des-Fossés sont supprimés pour permettre la constitution des nouveaux cantons de Saint-Maur-des-Fossés-1 et de Saint-Maur-des-Fossés-2.

### Circonscription législative
Le canton de Saint-Maur-La Varenne faisait partie de la 1re circonscription législative du Val-de-Marne.

## Représentation
| Période      | Période                  | Identité        | Étiquette    | Qualité |
| ------------ | ------------------------ | --------------- | ------------ | --- |
| 1985         | avril 1992 (démission)   | Lucien Lanier   | app. RPR     | Préfet honoraire Sénateur (1988 → 2004) Premier préfet du Val-de-Marne (1968 → 1974) Démissionnaire à la suite de son élection de conseiller régional |
| 1992         | 2008                     | Denis Constant  | UDF puis DVD | Médecin Adjoint au maire de Saint-Maur-des-Fossés |
| 2008         | janvier 2013 (démission) | Sylvain Berrios | UMP          | Responsable commercial Député du Val-de-Marne (2012-2017) Conseiller municipal (1992 → 2008), maire-adjoint (2008 → 2014) puis maire (2014 → ) de Saint-Maur-des-Fossés Membre de cabinets ministériels (2002 → 2012) Démissionnaire en raison de son élection comme député |
| janvier 2013 | 2015                     | Muriel Devaux   | UMP          | Conseillère de vente Adjointe au maire de Saint-Maur-des-Fossés (2008 → ) |

## Composition
Le canton de Saint-Maur-La Varenne était constitué de la partie sud-est de la commune de Saint-Maur-des-Fossés, délimitée, selon la toponymie du décret du 20 juillet 1967, par « l'avenue de Verdun (côtés pair et impair, jusqu'à la voie ferrée), la voie ferrée (jusqu'à l'extrémité de la rue de Buffon), la rue de Buffon
(côtés pair et impair, jusqu'à l'avenue Didier), l'avenue Didier (côtés pair et impair, jusqu'à l'avenue du Bac), l'avenue du Bac (côtés pair et impair, jusqu'à la rue Louis-Blanc), la rue Louis-Blanc (non incluse, jusqu'au boulevard de la Marne), le boulevard de la Marne (non inclus, jusqu'à la place Gambetta), le boulevard de Bellechasse (côtés pair et impair, jusqu'à la rue du Docteur-Roux) et la rue du Docteur-Roux (côtés pair et impair) jusqu'à la Marne »
Cette commune était divisée en 2 autres cantons : le canton de Saint-Maur-des-Fossés-Centre et le canton de Saint-Maur-des-Fossés-Ouest.
| Communes                                | Population (2012) | Code postal | Code Insee |
| --------------------------------------- | ----------------- | ----------- | ---------- |
| Saint-Maur-des-Fossés (commune entière) | 75 214            | 94 100      | 94 068     |

## Démographie
| 1962 | 1968 | 1975 | 1982 | 1990   | 1999   | 2006   | 2009 |
| ---- | ---- | ---- | ---- | ------ | ------ | ------ | ---- |
| -    | -    | -    | -    | 19 532 | 18 911 | 19 462 | -    |